# Xenos vesparum
Xenos vesparum és una espècie d'insecte de l'ordre dels estrepsípters, les femelles de la qual són paràsits permanents del gènere de vespes papereres Polistes. Viuen tota la seva vida a l'abdomen de la vespa hoste.
El paràsit infecta una vespa obrera i n'altera completament el seu comportament de casta obrera. La vespa infectada comença a patir de manera nutritiva i després vola per trobar-se amb altres vespes infectades. El paràsit masculí surt de l'abdomen de la vespa i es combina amb els paràsits femenins que queden dins del seu amfitrió.